# Brande
Brande è un centro abitato della Danimarca situato nel comune di Ikast-Brande, (Jutland Centrale).
È il secondo centro abitato più popoloso del comune dopo il capoluogo Ikast.
Brande si trova sulla linea ferroviaria Vejle–Holstebro che attraversa in diagonale lo Jutland.
In origine centro abitato rurale dal 1935 è sede di diverse industrie tessili, le principali sono BTX Group e Bestseller, a Brande ha sede anche uno stabilimento di Siemens Gamesa che produce impianti eolici.